# Ytterenhörna socken
Ytterenhörna socken i Södermanland ingick i Selebo härad uppgick 1967 i Södertälje stad och området är sedan 1971 en del av Södertälje kommun, från 2016 inom Enhörna distrikt i Stockholms län.
Socknens areal var 51,64 kvadratkilometer, varav 50,93 land. År 1953 fanns här 370 invånare.  Godset Lövsta, tätorterna Ekeby, Sandviken och Vattubrinken samt tätorten och kyrkbyn Tuna med sockenkyrkan Ytterenhörna kyrka ligger i socknen.  

## Administrativ historik
Ytterenhörna socken har medeltida ursprung, tidigt benämnd Tuna Enhörna socken. 
Vid kommunreformen 1862 övergick socknens ansvar för de kyrkliga frågorna till Ytterenhörna församling och för de borgerliga frågorna till Ytterenhörna landskommun. Landskommunen inkorporerades 1948 i Enhörna landskommun som 1967 uppgick i Södertälje stad som 1971 ombildades till Södertälje kommun. Församlingen uppgick 1948 i Enhörna församling. Länstillhörighet ändrades 1967 till Stockholms län.
1 januari 2016 inrättades distriktet Enhörna, med samma omfattning som Enhörna församling hade 1999/2000 och fick 1948, och vari detta sockenområde ingår.
Socknen har tillhört län, fögderier, tingslag och domsagor enligt vad som beskrivs i artikeln Selebo härad.  De indelta soldaterna tillhörde Södermanlands regemente, Gripsholms kompani.

## Geografi

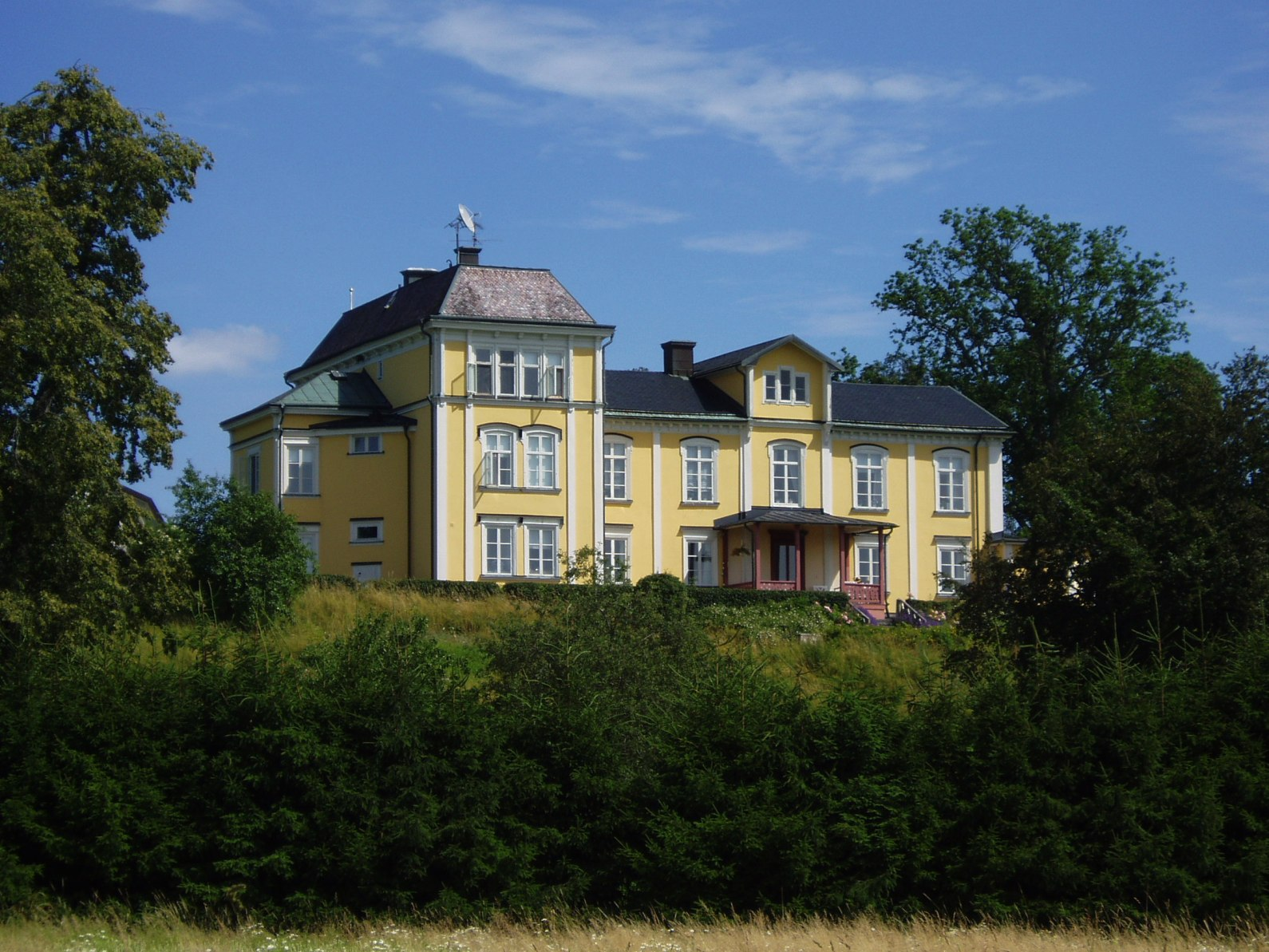
Lövsta gård.

Ytterenhörna socken utgör den södra delen av halvön Enhörnalandet. Socknen är kuperad och har förkastningsbranter med skogsbygd i söder och odlingsbygd med skogshöjder i söder.
Landskapet runt kyrkan är klassat som riksintresse för kulturmiljövården (område K5 i översiktsplanen för Södertälje kommun). Främsta motiv för riksintresset är ett väl hävdat odlingslandskap, ålderdomliga byar, vägnätet och själva kyrkan.

## Fornlämningar

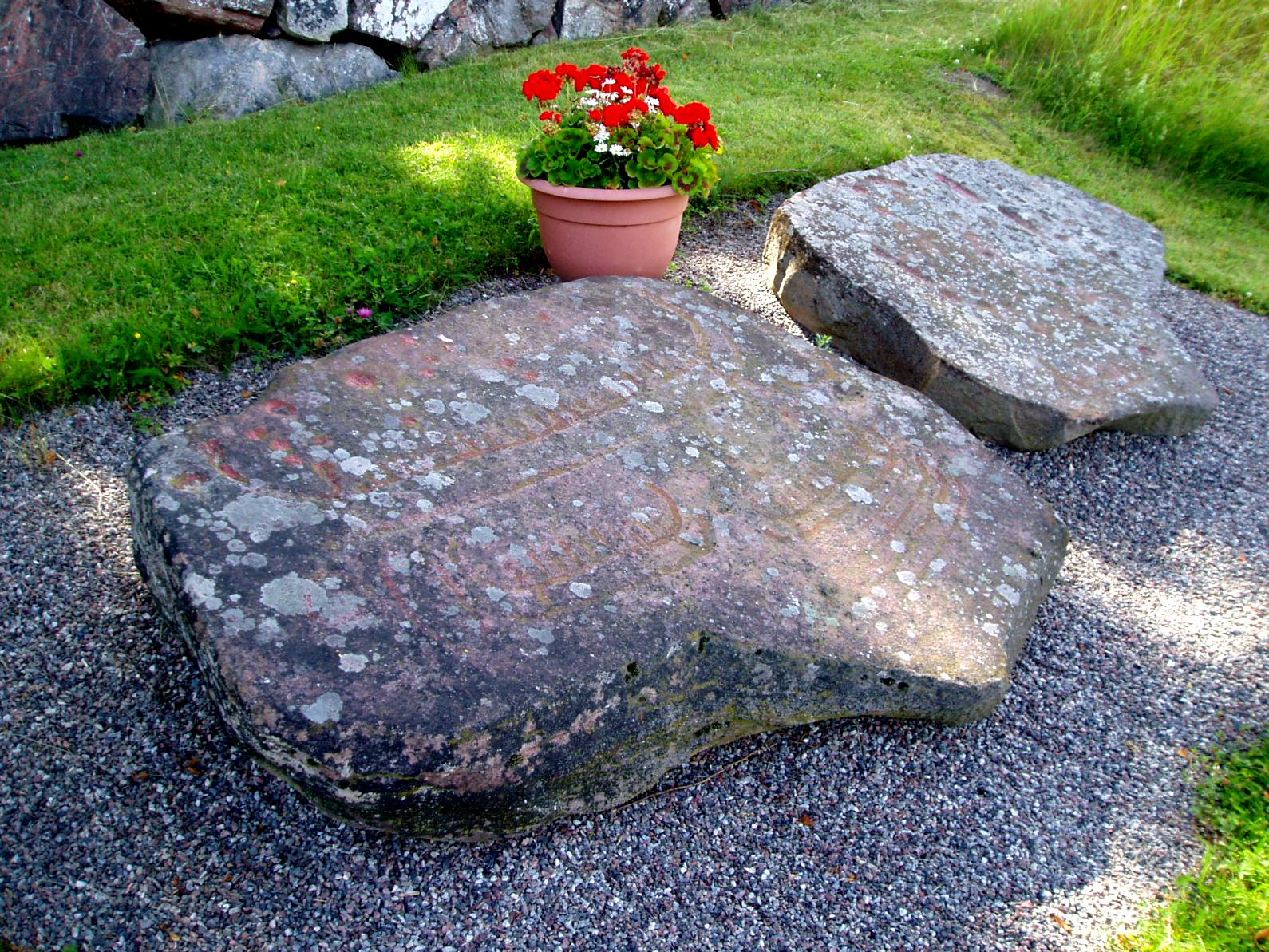
Hällarna från Tuna vid kyrkan.

Fornlämningar visar att området varit bebott sedan stenåldern. Även från senare perioder finns talrika fynd. Från bronsåldern finns hällristningar och gravrösen. Från järnåldern finns flera gravfält. Dessutom finns inom socknen fornborgar samt en runristning, Sö 190. Runstenen står vid norra fasaden på Ytterenhörna kyrka och indikerar ett tidigt kristet inflytande. En vikingatida silverskatt har påträffats vid Västby.

## Namnet
Namnet (1281 Tunum Enhörne) innehåller bygdenamnet Enhörna. Detta innehåller horn, utskjutande landtunga, udde'.